# Andropogon bentii
Andropogon bentii là một loài cỏ thuộc họ Poaceae.
Loài này chỉ có ở Yemen.
Môi trường sống tự nhiên của chúng là vùng cây bụi khô khu vực nhiệt đới hoặc cận nhiệt đới.